# Paderna
Paderna ist eine italienische Gemeinde in der Provinz Alessandria (AL), Region Piemont.

## Lage und Einwohner
Die Gemeinde Paderna liegt rund 30 Kilometer östlich von der Provinzhauptstadt Alessandria auf einer Höhe von 300 m über dem Meeresspiegel. Das Gemeindegebiet umfasst eine Fläche von 4,22 km² und hat 186 (Stand 31. Dezember 2023) Einwohner.
Die Nachbargemeinden sind Carezzano, Costa Vescovato, Spineto Scrivia, Tortona und Villaromagnano.

### Verkehrsanbindung

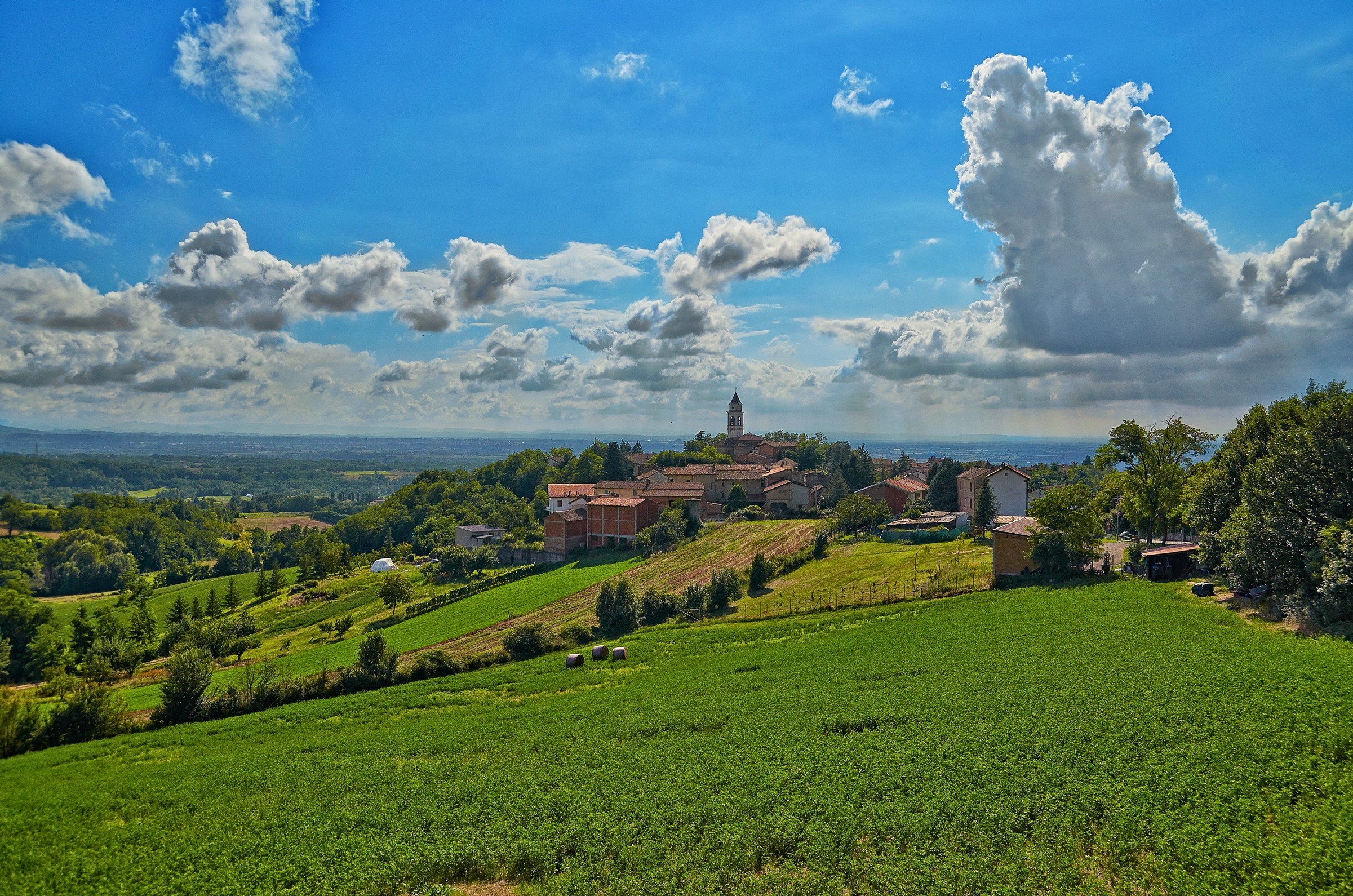
Panorama von Paderno

Die Gemeinde hat 12 km westlich, auf er gegenüberliegenden Seite der Scrivia, einen Anschluss an die A7 und mit der Verbindungsautobahn A26/A7 auch an die Autostrada A26.

## Geschichte
Der Ortsname ist seit dem Jahr 1200 durch die Form Paderna belegt. Im Mittelalter wurde es von den Einwohnern des nahegelegenen Tortona gegründet, wahrscheinlich an der Stelle einer früheren Ortschaft, die zwischen der heutigen Siedlung und Spineto liegt. 
Die ersten historischen Nachrichten stammen aus dem Jahr 1155, als die Familie Montemerlo, örtliche Herren, den Einwohnern von Tortona zu Hilfe kamen, als diese von Friedrich Barbarossa belagert wurden. Anschließend wurde es zunächst an die Familie Spinola und dann an die Familie Carbone als Lehen abgetreten. Zwischen 1676 und 1688 gelang es den Einwohnern, die Lehnsherrschaft zurückzukaufen und so eine größere Unabhängigkeit zu erlangen.

## Sehenswürdigkeiten
Das wertvollste Bauwerk der Gemeinde ist die Pfarrkirche San Giorgio, deren Bau den unteren Teil der Siedlung vom oberen trennt. Seine Ausrichtung lässt vermuten, dass es in der Antike erbaut wurde. Das Mittelschiff stammt wahrscheinlich aus der frühchristlichen Zeit, während die Seitenschiffe aus dem 13. und 14. Jahrhundert stammen. Die Fassade wurde im 15. Jahrhundert erbaut und im Inneren kann man zwei Gemälde bewundern, die den Heiligen Sebastian und die Madonna mit Kind darstellen. Ebenfalls einen Besuch wert sind das Rathaus, das sich an der Stelle einer alten Burg befindet, und der romanische Glockenturm, die einzigen Überreste einer alten Pfarrkirche, die im Becken von Vezzano erbaut wurde.